# Julius Theodor Christian Ratzeburg
Julius Theodor Christian Ratzeburg, född 16 februari 1801 i Berlin, död 24 oktober 1871 i Berlin, var en tysk skogsman och zoolog, främst känd som entomolog.
Ratzeburg var 1830–1869 professor vid skogsinstitutet i Neustadt-Eberswalde. Han ägnade sig främst åt insekter, som är skadliga eller nyttiga för skogarna, och utgav över dessa omfattande, epokgörande arbeten, vilka innehåller systematiska beskrivningar och gjorda rön med avseende på insekternas biologiska förhållanden.